# Ammobates obscuratus
Ammobates obscuratus är en biart som beskrevs av Morawitz 1894. Ammobates obscuratus ingår i släktet Ammobates och familjen långtungebin. Inga underarter finns listade i Catalogue of Life.